# Сінешть (Ясси)
Сінешть, Сінешті (рум. Sinești) — село у повіті Ясси в Румунії. Входить до складу комуни Сінешть.
Село розташоване на відстані 309 км на північ від Бухареста, 30 км на захід від Ясс.

## Населення
За даними перепису населення 2002 року у селі проживали 1687 осіб, з них 1686 осіб (99,9%) румунів. Рідною мовою 1686 осіб (99,9%) назвали румунську.